# Kruta
Pour l’article homonyme, voir Venceslas Kruta.
Kruta (en serbe cyrillique : Крута) est un village du sud-est du Monténégro, dans la municipalité d'Ulcinj.

## Démographie

### Évolution historique de la population
| 1948 | 1953 | 1961 | 1971 | 1981 | 1991 | 2003 |
| ---- | ---- | ---- | ---- | ---- | ---- | ---- |
| 179  | 158  | 167  | 175  | 268  | 274  | 205  |